# Răsmirești, Teleorman
Răsmirești este satul de reședință al comunei cu același nume din județul Teleorman, Muntenia, România.